# Maintirano (district)
Maintirano is een district van Madagaskar in de regio Melaky. Het district telt 101.010 inwoners (2011) en heeft een oppervlakte van 10.031 km², verdeeld over 14 gemeentes. De hoofdplaats is Maintirano.